# Megastachya
Megastachya, es un género de plantas herbáceas perteneciente a la familia de las poáceas. Es originario de Sudáfrica.

## Especies seleccionadas
- Megastachya abyssinica
- Megastachya acutiflora
- Megastachya amabilis
- Megastachya amoena
- Megastachya aturensis[2]